# 58. Kongress der Vereinigten Staaten

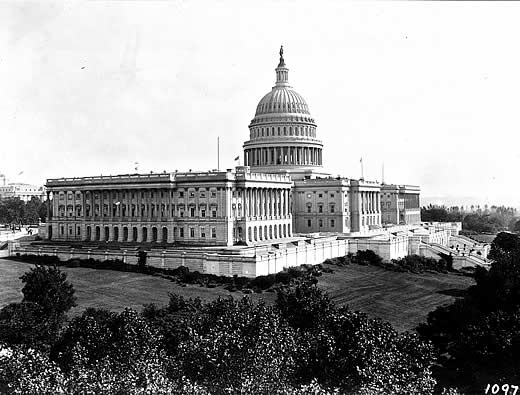
Das United States Capitol in einer Aufnahme von 1906

Der 58. Kongress der Vereinigten Staaten, bestehend aus dem Repräsentantenhaus und dem Senat, war die Legislative der Vereinigten Staaten. Seine Legislaturperiode dauerte vom 4. März 1903 bis zum 4. März 1905. Alle Abgeordneten des Repräsentantenhauses sowie ein Drittel der Senatoren (Klasse III) waren im Jahr 1902 bei den Kongresswahlen gewählt worden. Dabei ergab sich in beiden Kammern eine Mehrheit für die Republikanische Partei, die mit Theodore Roosevelt auch den Präsidenten stellte. Der Demokratischen Partei blieb nur die Rolle in der Opposition. Der Kongress tagte in der amerikanischen Bundeshauptstadt Washington, D.C. Die Vereinigten Staaten bestanden damals aus 45 Bundesstaaten. Die Sitzverteilung im Repräsentantenhaus basierte auf der Volkszählung von 1900.

## Wichtige Ereignisse
Siehe auch 1903 1904 und 1905
- 4. März 1903: Beginn der Legislaturperiode des 58. Kongresses
- 14. März 1903: Der US-Senat ratifiziert den Hay-Herrán-Vertrag mit Kolumbien über den Panamakanal.
- 25. Juli 1903: Die Fordwerke bauen mit dem Model A ihr erstes Auto.
- 17. Oktober 1903: Die USA und Großbritannien einigen sich auf den Verlauf der Grenze zwischen Alaska und Kanada.
- 3. November 1903: Landung von US-Kriegsschiffen in Panama, dessen Sezession von Kolumbien damit vollzogen wird.
- 18. November 1903: In Washington D.C. wird der Hay-Bunau-Varilla-Vertrag zwischen den USA und Panama geschlossen, der den USA die Panamakanalzone samt Hoheitsrechten verschafft. Bald darauf beginnt der Bau des Kanals, der 1914 vollendet wird.
- 17. Dezember 1903: Die Brüder Wright heben zum ersten gesteuerten Motorflug ab.
- 30. Dezember 1903: In Chicago bricht während einer Nachmittagsvorstellung im wenige Wochen zuvor eröffneten Iroquois Theater Feuer aus, durch das über 600 Menschen ums Leben kommen.
- 30. April 1904: Weltausstellung in St. Louis eröffnet.
- 27. Oktober 1904: Eröffnung der U-Bahn in New York City
- 8. November 1904: Präsidentschafts- und Kongresswahlen in den USA. Theodore Roosevelt wird als Präsident wiedergewählt. Die Republikaner behaupten ihre Mehrheit in beiden Kongresskammern.
- 6. Dezember 1904: Präsident Roosevelt verkündet die nach ihm benannte Roosevelt-Corollary.

## Die wichtigsten Gesetze
In den Sitzungsperioden des 58. Kongresses wurden unter anderem folgende Bundesgesetze verabschiedet (siehe auch: Gesetzgebungsverfahren):
- 28. April 1904: Kinkaid Act
- 1. Februar 1905: Transfer Act of 1905

## Zusammensetzung nach Parteien

### Senat
- Demokratische Partei: 33
- Republikanische Partei: 57 (Mehrheit)
- Sonstige: 0

Gesamt: 90

### Repräsentantenhaus
- Demokratische Partei: 176
- Republikanische Partei: 207 (Mehrheit)
- Sonstige: 3

Gesamt: 386
Außerdem gab es noch fünf nicht stimmberechtigte Kongressdelegierte.

## Amtsträger

### Senat
- Präsident des Senats: Vakant
- Präsident pro tempore: William P. Frye (R)

### Repräsentantenhaus
- Sprecher des Repräsentantenhauses: Joseph Gurney Cannon (R)

#### Führung der Mehrheitspartei
- Mehrheitsführer: Sereno E. Payne (R)

#### Führung der Minderheitspartei
- Minderheitsführer: John Sharp Williams (D)

## Senatsmitglieder
Im 58. Kongress vertraten folgende Senatoren ihre jeweiligen Bundesstaaten:
| Alabama - 2. John Tyler Morgan (D) - 3. Edmund Pettus (D) Arkansas - 2. James Henderson Berry (D) - 3. James Paul Clarke (D) Kalifornien - 1. Thomas R. Bard (R) - 3. George Clement Perkins (R) Colorado - 2. Thomas MacDonald Patterson (D) - 3. Henry Moore Teller (D) Connecticut - 1. Joseph Roswell Hawley (R) - 3. Orville H. Platt (R) Delaware - 1. L. Heisler Ball (R) - 2. J. Frank Allee (R) Florida - 1. James Taliaferro (D) - 3. Stephen R. Mallory Jr. (D) Georgia - 2. Augustus Octavius Bacon (D) - 3. Alexander S. Clay (D) Idaho - 2. Fred Dubois (D) - 3. Weldon B. Heyburn (R) Illinois - 2. Shelby Moore Cullom (R) - 3. Albert J. Hopkins (R) Indiana - 1. Albert J. Beveridge (R) - 3. Charles W. Fairbanks (R) bis zum 3. März 1905 Iowa - 2. Jonathan P. Dolliver (R) - 3. William B. Allison (R) Kansas - 2. Joseph R. Burton (R) - 3. Chester I. Long (R) Kentucky - 2. Joseph Blackburn (D) - 3. James B. McCreary (D) Louisiana - 2. Murphy J. Foster (D) - 3. Samuel D. McEnery (D) Maine - 1. Eugene Hale (R) - 2. William P. Frye (R) Maryland - 1. Louis E. McComas (R) - 3. Arthur Pue Gorman (D) Massachusetts - 1. Henry Cabot Lodge (R) - 2. George Frisbie Hoar (R) bis zum 30. September 1904 - Winthrop M. Crane (R) ab dem 12. Oktober 1904 Michigan - 1. Julius C. Burrows (R) - 2. Russell Alexander Alger (R) Minnesota - 1. Moses Edwin Clapp (R) - 2. Knute Nelson (R) Mississippi - 1. Hernando Money (D) - 2. Anselm J. McLaurin (D) Missouri - 1. Francis Cockrell (D) - 3. William J. Stone (D) Montana - 1. Paris Gibson (D) - 2. William A. Clark (D) | Nebraska - 1. Charles Henry Dietrich (R) - 2. Joseph Hopkins Millard (R) Nevada - 1. William M. Stewart (R) - 3. Francis G. Newlands (D) New Hampshire - 2. Henry E. Burnham (R) - 3. Jacob Harold Gallinger (R) New Jersey - 1. John Kean (R) - 2. John F. Dryden (R) New York - 1. Chauncey Depew (R) - 3. Thomas C. Platt (R) North Carolina - 2. Furnifold McLendel Simmons (D) - 3. Lee Slater Overman (D) North Dakota - 1. Porter J. McCumber (R) - 3. Henry C. Hansbrough (R) Ohio - 1. Mark Hanna (R) bis zum 15. Februar 1904 - Charles W. F. Dick (R) ab dem 2. März 1904 - 3. Joseph B. Foraker (R) Oregon - 2. John H. Mitchell (R) - 3. Charles William Fulton (R) Pennsylvania - 1. Matthew Quay (R) bis zum 28. Mai 1904 - Philander C. Knox (R) ab dem 10. Juni 1904 - 3. Boies Penrose (R) Rhode Island - 1. Nelson W. Aldrich (R) - 2. George P. Wetmore (R) South Carolina - 2. Benjamin Tillman (D) - 3. Asbury Latimer (D) South Dakota - 2. Robert J. Gamble (R) - 3. Alfred B. Kittredge (R) Tennessee - 1. William B. Bate (D) - 2. Edward W. Carmack (D) Texas - 1. Charles Allen Culberson (D) - 2. Joseph Weldon Bailey (D) Utah - 1. Thomas Kearns (R) - 3. Reed Smoot (R) Vermont - 1. Redfield Proctor (R) - 3. William P. Dillingham (R) Virginia - 1. John W. Daniel (D) - 2. Thomas S. Martin (D) Washington - 1. Addison G. Foster (Silver Republican) - 3. Levi Ankeny (Silver Republican) West Virginia - 1. Nathan B. Scott (R) - 2. Stephen Benton Elkins (R) Wisconsin - 1. Joseph V. Quarles (R) - 3. John Coit Spooner (R) Wyoming - 1. Clarence Don Clark (R) - 2. Francis E. Warren (R) |

## Mitglieder des Repräsentantenhauses
Folgende Kongressabgeordnete vertraten im 58. Kongress die Interessen ihrer jeweiligen Bundesstaaten:
| Alabama 9 Wahlbezirke - 1. George W. Taylor (D) - 2. Ariosto A. Wiley (D) - 3. Henry De Lamar Clayton, Jr. (D) - 4. Sydney J. Bowie (D) - 5. Charles Winston Thompson (D) bis zum 20. März 1904 - James Thomas Heflin (D) ab dem 19. Mai 1904 - 6. John H. Bankhead (D) - 7. John Lawson Burnett (D) - 8. William N. Richardson (D) - 9. Oscar Underwood (D) Arkansas 7 Wahlbezirke. - 1. Robert B. Macon (D) - 2. Stephen Brundidge (D) - 3. Hugh A. Dinsmore (D) - 4. John Sebastian Little (D) - 5. Charles C. Reid (D) - 6. Joseph Taylor Robinson (D) - 7. Robert M. Wallace (D) Kalifornien 8 Wahlbezirke. - 1. James Gillett (R) - 2. Theodore A. Bell (D) - 3. Victor H. Metcalf (R) bis zum 1. Juli 1904 - Joseph R. Knowland (R) ab dem 8. November 1904 - 4. Edward J. Livernash (D) - 5. William J. Wynn (D) - 6. James C. Needham (R) - 7. James McLachlan (R) - 8. Milton J. Daniels (R) Colorado 2 Wahlbezirke. Außerdem wurde ein Abgeordneter staatsweit gewählt - 1. John F. Shafroth (Silver Republican) bis zum 15. Februar 1904 - Robert W. Bonynge (R) ab dem 16. Februar 1904 - 2. Herschel M. Hogg (R) - 3. Franklin E. Brooks (R) staatsweit gewählt Connecticut 4 Wahlbezirke. Außerdem wurde ein Abgeordneter staatsweit gewählt - 1. E. Stevens Henry (R) - 2. Nehemiah D. Sperry (R) - 3. Frank B. Brandegee (R) - 4. Ebenezer J. Hill (R) - 5. George L. Lilley (R) staatsweit gewählt Delaware Staatsweite Wahl - Henry A. Houston (D) Florida 3 Wahlbezirke - 1. Stephen M. Sparkman (D) - 2. Robert Wyche Davis (D) - 3. William Bailey Lamar (D) Georgia 11 Wahlbezirke - 1. Rufus E. Lester (D) - 2. James M. Griggs (D) - 3. Elijah B. Lewis (D) - 4. William C. Adamson (D) - 5. Leonidas F. Livingston (D) - 6. Charles Lafayette Bartlett (D) - 7. John W. Maddox (D) - 8. William Marcellus Howard (D) - 9. Farish Carter Tate (D) - 10. Thomas W. Hardwick (D) - 11. William Gordon Brantley (D) Idaho Staatsweite Wahl - Burton L. French (R) Illinois 25 Wahlbezirke - 1. Martin Emerich (D) - 2. James Robert Mann (R) - 3. William W. Wilson (R) - 4. George Peter Foster (D) - 5. James McAndrews (D) - 6. William Lorimer (R) - 7. Philip Knopf (R) - 8. William F. Mahoney (D) bis zum 27. Dezember 1904, danach blieb der Sitz vakant - 9. Henry Sherman Boutell (R) - 10. George Edmund Foss (R) - 11. Howard M. Snapp (R) - 12. Charles Eugene Fuller (R) - 13. Robert R. Hitt (R) - 14. Benjamin F. Marsh (R) - 15. George W. Prince (R) - 16. Joseph V. Graff (R) - 17. John Allen Sterling (R) - 18. Joseph Gurney Cannon (R) - 19. Vespasian Warner (R) - 20. Henry T. Rainey (D) - 21. Ben F. Caldwell (D) - 22. William A. Rodenberg (R) - 23. Joseph B. Crowley (D) - 24. James R. Williams (D) - 25. George W. Smith (R) Indiana 13 Wahlbezirke - 1. James A. Hemenway (R) - 2. Robert W. Miers (D) - 3. William T. Zenor (D) - 4. Francis M. Griffith (D) - 5. Elias S. Holliday (R) - 6. James Eli Watson (R) - 7. Jesse Overstreet (R) - 8. George W. Cromer (R) - 9. Charles B. Landis (R) - 10. Edgar D. Crumpacker (R) - 11. Frederick Landis (R) - 12. James McClellan Robinson (D) - 13. Abraham L. Brick (R) Iowa 11 Wahlbezirke - 1. Thomas Hedge (R) - 2. Martin Joseph Wade (D) - 3. Benjamin P. Birdsall (R) - 4. Gilbert N. Haugen (R) - 5. Robert G. Cousins (R) - 6. John F. Lacey (R) - 7. John A. T. Hull (R) - 8. William Peters Hepburn (R) - 9. Walter I. Smith (R) - 10. James Perry Conner - 11. Lot Thomas (R) Kansas 7 Wahlbezirke. Außerdem wurde ein Abgeordneter staatsweit gewählt - 1. Charles Curtis (R) - 2. Justin De Witt Bowersock (R) - 3. Philip P. Campbell (R) - 4. James Monroe Miller (R) - 5. William A. Calderhead (R) - 6. William A. Reeder (R) - 7. Victor Murdock (R) ab dem 26. Mai 1903 - 8. Charles Frederick Scott (R) staatsweit gewählt Kentucky 11 Wahlbezirke - 1. Ollie Murray James (D) - 2. Augustus Owsley Stanley (D) - 3. John Stockdale Rhea (D) - 4. David Highbaugh Smith (D) - 5. J. Swagar Sherley (D) - 6. Daniel Linn Gooch (D) - 7. South Trimble (D) - 8. George G. Gilbert (D) - 9. James Nicholas Kehoe (D) - 10. Francis A. Hopkins (D) - 11. Vincent Boreing (R) bis zum 16. September 1903 - W. Godfrey Hunter (R) ab dem 10. November 1903 Louisiana 7 Wahlbezirke - 1. Adolph Meyer (D) - 2. Robert C. Davey (D) - 3. Robert F. Broussard (D) - 4. Phanor Breazeale (D) - 5. Joseph E. Ransdell (D) - 6. Samuel Matthews Robertson (D) - 7. Arsène Pujo (D) Maine 4 Wahlbezirke - 1. Amos L. Allen (R) - 2. Charles E. Littlefield (R) - 3. Edwin C. Burleigh (R) - 4. Llewellyn Powers (R) Maryland 6 Wahlbezirke. - 1. William Humphreys Jackson (R) - 2. Joshua Talbott (D) - 3. Frank Charles Wachter (R) - 4. James William Denny (D) - 5. Sydney Emanuel Mudd (R) - 6. George Alexander Pearre (R) Massachusetts 14 Wahlbezirke - 1. George P. Lawrence (R) - 2. Frederick H. Gillett (R) - 3. John R. Thayer (D) - 4. Charles Q. Tirrell (R) - 5. Butler Ames (R) - 6. Augustus Peabody Gardner (R) - 7. Ernest W. Roberts (R) - 8. Samuel W. McCall (R) - 9. John A. Keliher (D) - 10. William S. McNary (D) - 11. John Andrew Sullivan (D) - 12. Samuel L. Powers (R) - 13. William S. Greene (R) - 14. William C. Lovering (R) Michigan 12 Wahlbezirke - 1. Alfred Lucking (D) - 2. Charles E. Townsend (R) - 3. Washington Gardner (R) - 4. Edward L. Hamilton (R) - 5. William Alden Smith (R) - 6. Samuel William Smith (R) - 7. Henry McMorran (R) - 8. Joseph W. Fordney (R) - 9. Roswell P. Bishop (R) - 10. George A. Loud (R) - 11. Archibald B. Darragh (R) - 12. H. Olin Young (R) Minnesota 9. Wahlbezirke - 1. James Albertus Tawney (R) - 2. James McCleary (R) - 3. Charles Russell Davis (R) - 4. Frederick Stevens (R) - 5. John Lind (D) - 6. Clarence Buckman (R) - 7. Andrew Volstead (R) - 8. James Bede (R) - 9. Halvor Steenerson (R) Mississippi 8 Wahlbezirke - 1. Ezekiel S. Candler (D) - 2. Thomas Spight (D) - 3. Benjamin G. Humphreys II (D) - 4. Wilson S. Hill (D) - 5. Adam M. Byrd (D) - 6. Eaton J. Bowers (D) - 7. Frank A. McLain (D) - 8. John Sharp Williams (D) Missouri 16 Wahlbezirke - 1. James Tilghman Lloyd (D) - 2. William W. Rucker (D) - 3. John Dougherty (D) - 4. Charles F. Cochran (D) - 5. William S. Cowherd (D) - 6. David A. De Armond (D) - 7. Courtney W. Hamlin (D) - 8. Dorsey William Shackleford (D) - 9. Champ Clark (D) - 10. Richard Bartholdt (R) - 11. John T. Hunt (D) - 12. James Joseph Butler (R) - 13. Edward Robb (D) - 14. Willard Duncan Vandiver (D) - 15. Maecenas Eason Benton (D) - 16. J. Robert Lamar (D) Montana Staatsweite Wahl - Joseph Dixon (R) | Nebraska 6 Wahlbezirke - 1. Elmer Jacob Burkett (R) - 2. Gilbert Monell Hitchcock (D) - 3. John Jay McCarthy (R) - 4. Edmund H. Hinshaw (R) - 5. George W. Norris (R) - 6. Moses P. Kinkaid (R) Nevada Staatsweite Wahl - Clarence D. Van Duzer (D) New Hampshire 2 Wahlbezirke - 1. Cyrus A. Sulloway (R) - 2. Frank Dunklee Currier (R) New Jersey 10 Wahlbezirke - 1. Henry C. Loudenslager (R) - 2. John J. Gardner (R) - 3. Benjamin Franklin Howell (R) - 4. William M. Lanning (R) bis zum 6. Juni 1904 - Ira W. Wood (R) ab dem 8. November 1904 - 5. Charles N. Fowler (R) - 6. William Hughes (D) - 7. Richard W. Parker (R) - 8. William H. Wiley (R) - 9. Allan Benny (D) - 10. Allan Langdon McDermott (D) New York 37 Wahlbezirke - 1. Townsend Scudder (D) - 2. George H. Lindsay (D) - 3. Charles T. Dunwell (R) - 4. Frank E. Wilson (D) - 5. Edward Bassett (D) - 6. Robert Baker (D) - 7. John Joseph Fitzgerald (D) - 8. Timothy Sullivan (D) - 9. Henry M. Goldfogle (D) - 10. William Sulzer (D) - 11. William Randolph Hearst (D) - 12. George B. McClellan Jr. D) bis zum 21. Dezember 1903 - William Bourke Cockran (D) ab dem 23. Februar 1904 - 13. Francis Burton Harrison (D) - 14. Ira E. Rider (D) - 15. William H. Douglas (R) - 16. Jacob Ruppert (D) - 17. Francis Emanuel Shober (D) - 18. Joseph A. Goulden (D) - 19. Norton P. Otis (R) bis zum 20. Februar 1905, danach blieb der Sitz vakant - 20. Thomas W. Bradley (R) - 21. John H. Ketcham (R) - 22. William Draper (R) - 23. George N. Southwick (R) - 24. George J. Smith (R) - 25. Lucius Littauer (R) - 26. William H. Flack (R) - 27. James S. Sherman (R) - 28. Charles L. Knapp (R) - 29. Michael E. Driscoll (R) - 30. John Wilbur Dwight (R) - 31. Sereno E. Payne (R) - 32. James Breck Perkins (R) - 33. Charles W. Gillet (R) - 34. James Wolcott Wadsworth (R) - 35. William H. Ryan (D) - 36. De Alva S. Alexander (R) - 37. Edward B. Vreeland (R) North Carolina 10 Wahlbezirke - 1. John Humphrey Small (D) - 2. Claude Kitchin (D) - 3. Charles R. Thomas (D) - 4. Edward W. Pou (D) - 5. William Walton Kitchin (D) - 6. Gilbert B. Patterson (D) - 7. Robert N. Page (D) - 8. Theodore F. Kluttz (R) - 9. Edwin Y. Webb (D) - 10. James M. Gudger (D) North Dakota 2 Wahlbezirke - 1. Thomas Frank Marshall (R) - 2. Burleigh F. Spalding (R) Ohio 21 Wahlbezirke - 1. Nicholas Longworth (R) - 2. Herman P. Goebel (R) - 3. Robert M. Nevin (R) - 4. Harvey C. Garber (D) - 5. John S. Snook (D) - 6. Charles Q. Hildebrant (R) - 7. Thomas B. Kyle (R) - 8. William R. Warnock (R) - 9. James H. Southard (R) - 10. Stephen Morgan (R) - 11. Charles H. Grosvenor (R) - 12. De Witt C. Badger (D) - 13. Amos H. Jackson (R) - 14. William W. Skiles (R) bis zum 9. Januar 1904 - Amos R. Webber (R) ab dem 8. November 1904 - 15. H. Clay Van Voorhis (R) - 16. Joseph J. Gill (R) bis zum 31. Oktober 1903 - Capell L. Weems (R) ab dem 3. November 1903 - 17. John W. Cassingham (D) - 18. James Kennedy (R) - 19. Charles W. F. Dick (R) bis zum 23. März 1904 - W. Aubrey Thomas (R) ab dem 8. November 1904 - 20. Jacob A. Beidler (R) - 21. Theodore E. Burton (R) Oregon 2 Wahlbezirke - 1. Binger Hermann (R) ab dem 1. Juni 1903 - 2. John N. Williamson (R) Pennsylvania 32 Wahlbezirke. - 1. Henry H. Bingham (R) - 2. Robert Adams (R) - 3. Henry Burk (R) bis zum 5. Dezember 1903 - George A. Castor (R) ab dem 16. Februar 1904 - 4. Robert H. Foerderer (R) bis zum 26. Juli 1903 - Reuben O. Moon (R) ab dem 3. November 1903 - 5. Edward de Veaux Morrell (R) - 6. George Deardorff McCreary (R) - 7. Thomas S. Butler (R) - 8. Irving Price Wanger (R) - 9. Henry B. Cassel (R) - 10. George Howell (D) bis zum 10. Februar 1904 - William Connell (R) ab dem 10. Februar 1904 - 11. Henry Wilbur Palmer (R) - 12. George Robert Patterson (R) - 13. Marcus C. L. Kline (D) - 14. Charles Frederick Wright (R) - 15. Elias Deemer (R) - 16. Charles Heber Dickerman (D) - 17. Thaddeus Maclay Mahon (R) - 18. Marlin Edgar Olmsted (R) - 19. Alvin Evans (R) - 20. Daniel F. Lafean (R) - 21. Solomon Robert Dresser (R) - 22. George Franklin Huff (R) - 23. Allen Foster Cooper (R) - 24. Ernest F. Acheson (R) - 25. Arthur Laban Bates (R) - 26. Joseph Horace Shull (D) - 27. William Orlando Smith (R) - 28. Joseph C. Sibley (R) - 29. George Shiras III (R) - 30. John Dalzell (R) - 31. Henry Kirke Porter (R) - 32. James W. Brown (R) Rhode Island 2 Wahlbezirke - 1. Daniel L. D. Granger (D) - 2. Adin B. Capron (R) South Carolina 7 Wahlbezirke. - 1. George Swinton Legaré (D) - 2. George W. Croft (D) bis zum 10. März 1904 - Theodore G. Croft (D) ab dem 17. Mai 1904 - 3. Wyatt Aiken (D) - 4. Joseph T. Johnson (D) - 5. David E. Finley (D) - 6. Robert B. Scarborough (D) - 7. Asbury Francis Lever (D) South Dakota Staatsweite Wahlen für beide Abgeordneten - Charles H. Burke (R) - Eben Martin (R) Tennessee 10 Wahlbezirke - 1. Walter P. Brownlow (R) - 2. Henry R. Gibson (R) - 3. John A. Moon (D) - 4. Morgan Cassius Fitzpatrick (D) - 5. James D. Richardson (D) - 6. John W. Gaines (D) - 7. Lemuel P. Padgett (D) - 8. Thetus W. Sims (D) - 9. Rice Alexander Pierce (D) - 10. Malcolm R. Patterson (D) Texas 16 Wahlbezirke. - 1. Morris Sheppard (D) - 2. Samuel B. Cooper (D) - 3. Gordon J. Russell (D) - 4. Choice B. Randell (D) - 5. James Andrew Beall (D) - 6. Scott Field (D) - 7. Alexander W. Gregg (D) - 8. Thomas Henry Ball (D) bis zum 16. November 1903 - John M. Pinckney (D) ab dem 17. November 1903 - 9. George Farmer Burgess (D) - 10. Albert S. Burleson (D) - 11. Robert Lee Henry (D) - 12. Oscar W. Gillespie (D) - 13. John Hall Stephens (D) - 14. James Luther Slayden (D) - 15. John Nance Garner (D) - 16. William Robert Smith (D) Utah Staatsweite Wahlen - Joseph Howell (R) Vermont 2 Wahlbezirke - 1. David J. Foster (R) - 2. Kittredge Haskins (R) Virginia 10 Wahlbezirke - 1. William Atkinson Jones (D) - 2. Harry L. Maynard (D) - 3. John Lamb (D) - 4. Robert G. Southall (D) - 5. Claude A. Swanson (D) - 6. Carter Glass (D) - 7. James Hay (D) - 8. John Franklin Rixey (D) - 9. Campbell Slemp (R) - 10. Henry D. Flood (D) Washington Staatsweite Wahl - Wesley Livsey Jones (R) - Francis W. Cushman (R) - William E. Humphrey (R) West Virginia 5 Wahlbezirke - 1. Blackburn B. Dovener (R) - 2. Alston G. Dayton (R) - 3. Joseph H. Gaines (R) - 4. Harry C. Woodyard (R) - 5. James A. Hughes (R) Wisconsin 11 Wahlbezirke - 1. Henry A. Cooper (R) - 2. Henry Cullen Adams (R) - 3. Joseph W. Babcock (R) - 4. Theobald Otjen (R) - 5. William H. Stafford (R) - 6. Charles H. Weisse (D) - 7. John J. Esch (R) - 8. James H. Davidson (R) - 9. Edward S. Minor (R) - 10. Webster E. Brown (R) - 11. John J. Jenkins (R) Wyoming Staatsweite Wahlen - Franklin Wheeler Mondell (R) |

Nicht stimmberechtigte Mitglieder im Repräsentantenhaus:
- Arizona-Territorium: John Frank Wilson (D)
- Hawaii-Territorium: Jonah Kūhiō Kalanianaʻole
- New-Mexico-Territorium: Bernard Shandon Rodey (R)
- Oklahoma-Territorium: Bird Segle McGuire (R)
- Puerto Rico: Federico Degetau (R)